# クリスチャン・ロアマヌ
クリスチャン・ロアマヌ（Christian LOAMANU、1986年5月13日 - ）は、トップイースト-Bクリーンファイターズ山梨に所属するラグビー選手。

## プロフィール
- トンガ・タタカモトンガ出身。
- ポジションはセンター(CTB)及びウィング(WTB)。
- 身長 188 cm、体重 106 kg
- 日本代表キャップは16。（2015年9月現在）

## 来歴
母国の中学・ツポウ中学校を卒業後、正智深谷高校にラグビー留学のため来日。花園などで活躍し、日本代表スコッドにも選ばれる。
母国の中学では、100メートル走のトンガジュニアチャンピオンになった快足で最高記録は10秒36と言われている。だがこれは誇張である。
2005年、埼玉工業大学に進学。同年4月16日のウルグアイ戦において18歳11カ月3日でジャパン初キャップを獲得。丹羽正彦が1932年1月31日のカナダ戦で記録した最年少キャップ記録（19歳15日）を73年振りに更新した。
ところが、直後の5月に港区六本木で無理矢理女性の腰を触り、女性を助けようとした女子プロレスラーのAKINOの顔面を殴打、全治の2週間怪我を負わせ逃走し隠れていたところをAKINOらに引きずり出され駆けつけた警察官に逮捕された、これにより謹慎処分となり代表も辞退。
2007年、代表スコッドに復帰。ワールドカップ最終メンバーにも学生で唯一選ばれた。
同年、埼玉工業大学を中退。翌年、東芝ブレイブルーパスに入団した。
2009年1月12日の試合後にドーピング検査を受け、コントロールA検体を分析した結果、大麻に含まれる禁止薬物のカンナビノイドが検出され、2月3日より暫定的出場資格停止となった。本人は大麻の使用を否定していたが、ドーピング・コントロールB検体による再検査でも陽性と判定され、2月13日に日本ラグビー協会から無期限の出場停止処分を科され、さらにチームからも13日付で退部処分となった。これに伴い、チームは3月末まで部の活動を自粛し、出場予定だった日本選手権への出場も辞退した。
東芝を退団した後はRCトゥーロン、ベネットン・ラグビー、レスター・タイガース、プロヴァンス、台湾のクラブでの選手兼コーチを経て、2022年、クリーンファイターズ山梨に加入。
なお、2014年10月27日に日本ラグビー協会は無期限出場資格停止処分を解除したために日本国内で開催される公式試合に出場できるようになった。